# Srijaya (Belitang II)
Srijaya is een bestuurslaag in het regentschap Ogan Komering Ulu van de provincie Zuid-Sumatra, Indonesië. Srijaya telt 666 inwoners (volkstelling 2010).